# Robert Jordan
James Oliver Rigney, Jr. (døbt , født 17. oktober 1948, død 16. september 2007) bedre kendt under sit forfatternavn Robert Jordan var en amerikansk fantasyforfatter. Han er bedst kendt for sin Wheel Of Time roman-serie (afsluttet af Brandon Sanderson efter hans død), der består af 14 bøger og en prequel, der sammenlagt har solgt over 90 millioner eksemplarer på verdensplan, hvilket gør den til en af de bedst sælgende fantasyserier siden Ringenes Herre. Han er også en af flere forfattere, der har skrevet originale Conan Barbaren-romaner; hans bliver betragtet som nogle af de bedste, som ikke er skrevet af Robert E. Howard, der opfandt figuren. Jordan har også udgivet historisk fiktion under pseudonymet Reagan O'Neal, en western under navnet Jackson O'Reilly og danseanmeldelse. Jordan påstod også at have Ghostwriter på en "international thriller", som man stadig tror er skrevet af en anden.